# 湖上乡 (安溪县)
湖上乡，是中华人民共和国福建省泉州市安溪县下辖的一个乡镇级行政单位。

## 行政区划
湖上乡下辖以下地区：
珍地村、雪山村、湖上村、横坪村、盛富村、上路村、黄武村、格头村、沙堤村、飞新村、飞亚村、长林村和湖新村。